# 気象予報士
気象予報士（きしょうよほうし）は、日本の国家資格の一つで、気象業務法第3章の2に基づき、指定試験機関（気象業務法第24条の5、一般財団法人気象業務支援センター）が実施する知識及び技能についての試験（以下、気象予報士試験という）に合格した者（同法第24条の4）であって、気象庁長官による登録（同法第24条の20）を受けた者をいう。
1993年（平成5年）の気象業務法改正によって、気象庁以外の者に対する予報業務の許可が一般向け予報業務についても実施されることになった際、その予報業務の技術水準及び信頼性を担保するための予想担当者の技能試験として創設された。第1回試験は、1994年（平成6年）8月28日に実施されている。

## 概要
気象庁長官の許可を受けて予報業務を行う予報業務許可事業者は、予報業務を行う事業所ごとに気象予報士を置かなければならず（同法19条の2）、予報業務のうち現象の予想については、気象予報士に行わせなければならない（同法19条の3）。
予報業務許可事業者は、一日当たりの現象の予想を行う時間に応じて、所要の人数の専任の気象予報士を置かなければならない（気象業務法施行規則第11条の2）。ただし、気象予報士と予報業務許可事業者との間に雇用などの専属の関係は必要ではなく、気象予報士は、複数の事業者のために現象の予想を行うこともできる。
ただし、2007年（平成19年）の気象業務法の改正により新たに許可されることになった地震動（緊急地震速報）および火山現象の予報業務については、気象予報士を置く必要はなく、これとは別に所定の技術基準に適合した方法により現象の予想を行うこととされている。
この資格が新設された当初、テレビの気象解説者が試験を受けて話題になったが、現象の予想を伴わない単なる天気解説（気象庁や気象予報会社の発表した予報を解説するだけ）には、気象予報士の資格は必要ないため、以前からお天気お姉さんと通称される女性キャスターが登用されることもあった（予報は日本気象協会の職員が行う）。NHK・民間放送とも、気象予報士の資格を持つアナウンサーもみられる。
自衛隊において気象予報士は、予報官として幹部任用資格となっている他、技術曹制度の対象でもある。
2021年（令和3年）3月12日現在、気象予報士名簿に登録された気象予報士の数は、10,840名となっている。男女比は男性88%、女性12%（2013年時点）。気象予報士のうち、予報業務許可事業者に就職している者は700名程度、そのうち現象の予想を担当しているのは400 - 450名程度とみられる。
一方、予報業務許可事業以外の業界において、多くの気象予報士が、経営判断のための気象情報の分析、報道・教育等用の気象コンテンツの作成等に携わっており、制度の目的外で活用される資格ともなっている。
気象予報士の団体として日本気象予報士会があるが、これは弁護士会などと違い、任意加入団体である。気象関連業務従事者の加入割合は少なく、また、活動のほとんどが同好会のような性格であることから、加入率は、4割を下回っている（詳しくは日本気象予報士会の項目参照）。
2021年（令和3年）4月現在の史上最年少合格者は、2017年（平成29年）に11歳11か月で合格した北海道北見市の小学6年生の女子で、4度目の受験で合格した。男性最年少は2021年（令和3年）に12歳0か月で合格した福岡市の小学6年生で、同じく4度目の受験での合格だった。最年長は1998年（平成10年）に74歳10か月で合格した元・高校教諭の男性。

## 資格としての現状・実情
上記のように保有資格者に対して、実際の民間気象業界で働いている割合はかなり低く、趣味性の高い資格という一面がある（専門学校などの所定課程や一定年数の実務経験が受験資格として必須とされる介護福祉士や看護師などと異なり、誰でも受験資格を得られるのもアマチュア要素を後押ししている）。他の多くの国家資格は求人数が豊富な事が多いが、気象予報士としての求人数が圧倒的に少なく、需要と供給がアンバランスになっている事も要因となっている（気象業務は後述する気象庁が独占的に扱っていることも影を落としている）。また、合格率が低く、比較的難易度の高い資格ではあるものの、純粋に予報士として食べていく場合、業界の収入としては、けして芳しくない。これに関しては雇用形態が正社員より契約社員が一般的で、数少ない正社員雇用があったとしても、賞与や昇給が望めなかったりなど一般サラリーマンと比較しても待遇面で劣りやすい。
また、気象予報士資格創設当初は、気象庁の予報業務をなるべく民間気象会社（気象予報士）に譲り、気象庁は観測や調査に専念するという方向性を示していたが、依然として予報業務含めて、気象庁がほぼこの業界を独占的に扱っているため、民間気象業界の入る余地がほとんどない（民間気象会社も気象庁のデーターに頼り切りな部分がある≒気象予報士としての素養を生かしきれない。また、利用者も気象庁の情報のみで十分事足りてしまっている。）。さらに、昔から気象情報そのものが防災・人命に関与するため公益性が強く、テレビやラジオ（今はインターネットも）で無料で自由に情報を得て当然という背景。あるいは、旧来の気象予報は技術精度が低く、人力で頼る部分があり、予報官が地上天気図、高層天気図、ひまわりなどの気象衛星画像、気象専門知識を駆使し熟練性を要する気象を占う面があったが、今現在はGPVなどのスーパーコンピューターがはじき出した多様な気象モデルや気象レーダーなどの数値予報がネット上で多彩に無償提供されており、素人でも手軽にピンポイント予報さえ手に取れる時代となっている。気象予報も気象庁、民間気象会社関わらず、基本的にそれらのデーターを利用している。予報士の仕事は予報を練り上げる事より、数値予報やガイダンス予報で自動的にはじき出されたデーターを拾い上げ、整えて、利用者に提供するという橋渡し役割が大きくなっている。そのため、皮肉にも現業の気象予報は旧来に比べて気象予報士資格で獲得した気象知識を発揮する場が失われつつある。
これらの要素が作用し、わざわざ有料で気象情報を得ようとする顧客が少ない（収益化しにくい）というのも民間業界の業務・雇用拡大や待遇向上しない一因となっている。以上の理由から、国家資格にもかかわらず、他の資格に比べて職業や生活の糧として結びつきづらい資格とも言われる。また、民間企業各社は気象予報士養成のための各種スクール開講や書籍出版などビジネスモデル化し収益を獲得しようとしているが、上記のように合格したとしても就業先が圧倒的に不足しており、また業界としての待遇も良くない。資格就業者としての受け入れ先が脆弱にもかかわらず、雨後の筍の如く気象予報士養成を収益の柱としているため、益々、国家資格としての実用的価値、資格としての需要と供給のバランスを失っている（資格合格後の就業より、資格合格することだけが目的となっている。）。
前述した気象キャスターについては、気象予報士資格保有者もいるが、この資格すら保有していない者も一定数いる。気象業務法では、資格無保有者が独自で天気予報を立て、不特定多数に発表する事は禁じられているが、気象庁や民間気象会社が発表した予報を単に伝えたり解説をすることは資格がない者でもできるためである。このため、気象キャスターは気象のプロフェッショナルであるとは限らない。気象キャスターと気象予報士は、似て非なるものなので注意を要する。　

## 国家試験
気象予報士試験は8月と翌年1月の日曜日に一年度2回行われている。法律では年1回以上と定められているが、2020年（令和2年）現在、一年度2回が通例となっている。合格率は第1 - 4回頃まで現業の受験者が多かったことから高めに推移した（過去最高は第1回の18.0%）。その後は4 - 6%台で推移し、平均の合格率は約5%である。2012年（平成24年）8月の第38回(通回)試験において沖縄会場で実施予定の試験が台風15号の影響で同試験史上初の延期となった。

### 受験資格
- 制限なし（年齢・学歴等に関係なく受験可能であるが、気象業務法による処分を受けた場合を除く）

### 試験科目
- 学科試験（多肢選択式）
  1. 予報業務に関する一般知識（60分間）
    1. 大気の構造
    2. 大気の熱力学
    3. 降水過程
    4. 大気における放射
    5. 大気の力学
    6. 気象現象
    7. 気候の変動
    8. 気象業務法その他の気象業務に関する法規

  2. 予報業務に関する専門知識（60分間）
    1. 観測の成果の利用
    2. 数値予報
    3. 短期予報・中期予報[注釈 3]
    4. 長期予報[注釈 3]
    5. 局地予報
    6. 短時間予報
    7. 気象災害
    8. 予想の精度の評価
    9. 気象の予想の応用
- 実技試験1、2（記述式）…各75分間
  1. 気象概況及びその変動の把握
  2. 局地的な気象の予想
  3. 台風等緊急時における対応

学科試験及び実技試験とともに筆記試験にて行われる。学科試験に合格して実技試験に不合格だった、または学科試験の一部のみ合格点を取った者は、その後1年間（試験2回）、合格点を取った試験が免除される。また、気象庁または自衛隊で予報の実務経験がある者、気象業務法により技術士応用理学部門取得者などについても、学科試験の免除制度が用意されている。

### 合格基準
- 学科試験（予報業務に関する一般知識）：15問中正解が11以上
- 学科試験（予報業務に関する専門知識）：15問中正解が11以上
- 実技試験：総得点が満点の70%以上

（※ ただし、難易度により調整される場合がある）

### 試験地
北海道・宮城県・東京都・大阪府・福岡県・沖縄県の6都道府県で行われる。なお、一つの試験地で試験会場は複数ある場合がある。

### 試験手数料
- 免除科目なし - 11,400円
- 学科一科目が免除 - 10,400円
- 学科二科目が免除 - 9,400円

## 著名人の合格者
- 石原良純 - タレント
- 三浦奈保子 - タレント
- 窪塚俊介 - 俳優
- 片岡信和 - 俳優
- 清原博 - 国際弁護士
- 泉麻人 - コラム二スト
- 3代目桂文之助 - 落語家
- 春風亭昇吉 - 落語家
- 春日萌花 - プロレスラー
- 武藤十夢 - タレント、元・AKB48
- 阿部亮平 - アイドル「Snow Man」
- 矢部太郎 - お笑い芸人「カラテカ」
- 藤井ペイジ - お笑い芸人「飛石連休」
- みながわ - お笑い芸人「ネイビーズアフロ」
- 白坂みあん - AV女優
- 小林豊 - TBS社員、元アナウンサー
- 市川寛子 - テレビ朝日社員、元アナウンサー
- 南雲穂波 - 元名古屋テレビアナウンサー
- 桜沢信司 - CBCテレビ社員、元アナウンサー
- 沢朋宏 - CBCテレビアナウンサー
- 古川枝里子 - CBCテレビアナウンサー
- 磯貝初奈 -フリーアナウンサー、 元・中京テレビアナウンサー
- 福島智之 - 東海テレビアナウンサー
- 山崎彩奈 - 信越放送アナウンサー
- 白木愛奈 - 静岡朝日テレビアナウンサー
- 鈴木純子 - 文化放送アナウンサー
- 坂口愛美 - 文化放送アナウンサー
- 箱崎みどり - ニッポン放送アナウンサー
- 山岸愛梨 - ウェザーニューズキャスター
- 緑川貴士 - 衆議院議員、元アナウンサー
- 奥村政佳 - 参議院議員、元「RAGFAIR」
- 中本栞菜 - 7代目有田みかん大使、元中部ケーブルネットワークキャスター
- 佐藤政樹 - 人材育成トレーナー。『劇団四季』時代には『人間になりたがった猫』で主役のライオネル役を務める。
- 椿野ゆうこ - アイドル、グラビアアイドル。ひめもすオーケストラのメンバー。
- 羽田優里奈 - タレント